# Sougé-le-Ganelon
Sougé-le-Ganelon é uma comuna francesa na região administrativa do País do Loire, no departamento de Sarthe. Estende-se por uma área de 18.11 km². Em 2010 a comuna tinha 904 habitantes (densidade: 49,9 hab./km²).